# Slovenska Elektra: Bojevnica svetlobe
Slovenska Elektra: Bojevnica svetlobe je roman o borilnih veščinah slovenskega pisatelja Silvestra Vogrinca. Sodi tudi v žanr športnega romana. Izšel je leta 2013 (COBISS)

## Snov in motiv
Roman opisuje urjenje v karateju in samurajskem mečevanju, športna tekmovanja in prikaze borilnih veščin. Glavna junakinja spozna sijaj medalj in kakšno ceno je včasih treba plačati zanje. Eden od osrednjih motivov je ljubezenska zgodba. Nepogrešljive so tudi prijateljske vezi, ki imajo v času odraščanja še poseben pomen. 

## Vsebina
Glavna junakinja Polonca odrašča na podeželju v idiličnem kmečkem okolju. Ko začne obiskovati srednjo ekonomsko šolo v mestu, se ji življenje povsem spremeni. Spoprijatelji se s tremi sošolkami, ki postanejo nerazdružne. Z najboljšo prijateljico Klementino si ogledata film Elektra, ki jo navduši za borilne veščine. Na Akademiji bojevniških veščin prične trenirati karate. Starejše klubske članice, uveljavljene tekmovalke in gimnazijke, je ne sprejmejo medse. Življenje ji še posebej greni državna prvakinja, šminkerica Maja. Odnos se zaostri, ko se pojavi mladi šampion karateja Mare, za katerim norijo vsa dekleta. Mare in Polonca postaneta par. Polonca se dokaže kot izven serijska tekmovalka, postane državna prvakinja, zmaga na mednarodnem pokalu. Izuri se v rokovanju z dvema nožema sai, tako kot njena vzornica filmska Elektra. To spretnost prikaže skozi glasbeno kato na budo gala večeru ter doživi velik uspeh.
Maja kuha zamero in sklene da bo na vsak način uničila Polonco. Z lažjo doseže, da Mare podvomi v Polonco in jo zapusti. Mare začne hoditi z Majo. Sledijo kvalifikacije in svetovno prvenstvo. Polonca postane nova mladinska prvakinja v karateju. Mediji jo častijo in razglasijo za Slovensko Elektro. Ko Mare izve resnico, zapusti Majo in se želi vrniti k Polonci. Ob zaključku šolskega leta, se po proslavi, na kateri je Polonca demonstrirala svojo veščino sai, soočita na hodniku.

## Ocene
Roman je eno temeljnih del slovenskega romana o borilnih veščinah. Ima tudi značilnosti športnega romana in mladinskega romana.